# واگاه
واگاه (وقو) (به لاتین: Vaqo) یک منطقهٔ مسکونی در جمهوری آذربایجان است که در شهرستان آستارا واقع شده‌است.

## مردم
واگاه ۱٬۵۹۸ نفر جمعیت دارد.

## ریشه واژه
واگاه یا وقو در زبان تالشی به‌معنی جایگاه و گودالی است که زغال چوب در آن تولید می‌شود.